# Lichttoren (Eindhoven)
De Lichttoren is een bouwwerk in de binnenstad van de Nederlandse stad Eindhoven. Het is een zevenhoekige, witte toren, ontworpen in de functionalistische stijl met kubische expressionistische details. De toren werd gebouwd door architectenbureau TABROS, Technisch Advies Bureau Roosenburg, Op ten Noort, Scheffer. De bouwtekeningen werden gesigneerd door ir. L.S.P. Scheffer.
Aan de Lichttoren zijn de fabrieken van Philips Lighting gebouwd. Deze werden, in delen, tussen 1909 en 1921 gebouwd.
In de jaren 1909 - 1911 werd het westelijke L-vormige deel van het huidige Lichttoren complex gebouwd. Vanaf 1911 werd de Lichttoren gebruikt als fabriek.
In de periode 1919 - 1921 werd de fabriek langs het spoor verlengd, met een ombuiging naar de huidige Emmasingel.

## Gebruik
Op de bovenste etage werden duurproeven voor de lampenfabriek gedaan. Tot ver in de omtrek waren de brandende lampen ’s avonds te zien. In de volksmond werd het gebouw daarom de 'Lichttoren' genoemd.
Later is het hoofdkantoor van de lichtdivisie van Philips in het gebouw gevestigd. De gebouwcode, zoals bij Philips in gebruik, was ED voor het oostelijk deel (incl. de eigenlijke Lichttoren) en EC voor het westelijk deel. Het gebouw is herontwikkeld tot een woon-, werk- en ontspanningscomplex.
Het gebouw is een rijksmonument. De Lichttoren staat naast de later gebouwde Witte Dame.
Sinds augustus 2009 wordt de toren verlicht met ledlicht.
Op de begane grond van De Lichttoren zijn sinds ongeveer 2009 café-restaurants gevestigd. 

## Galerij

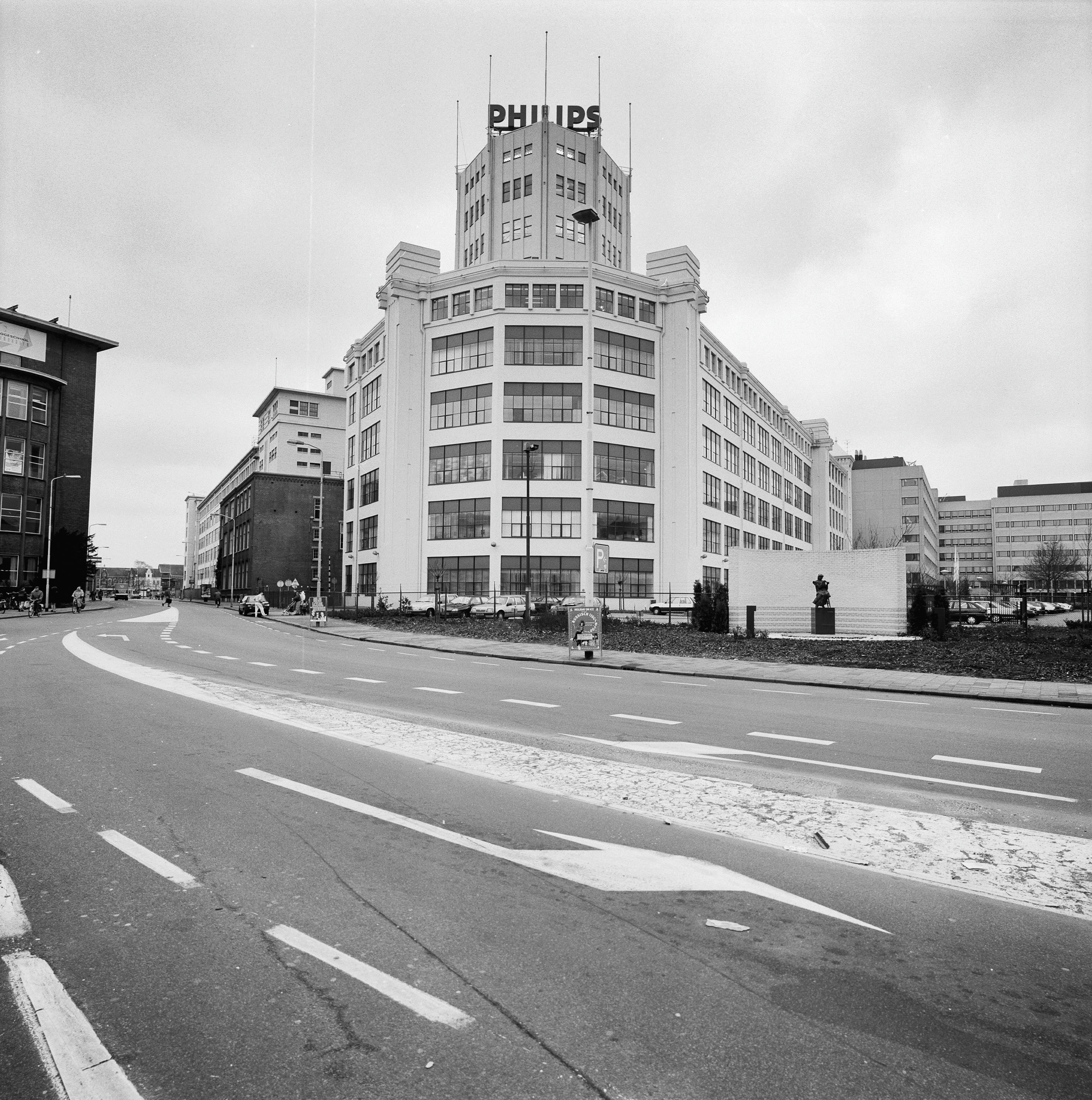
De Lichttoren in 1993
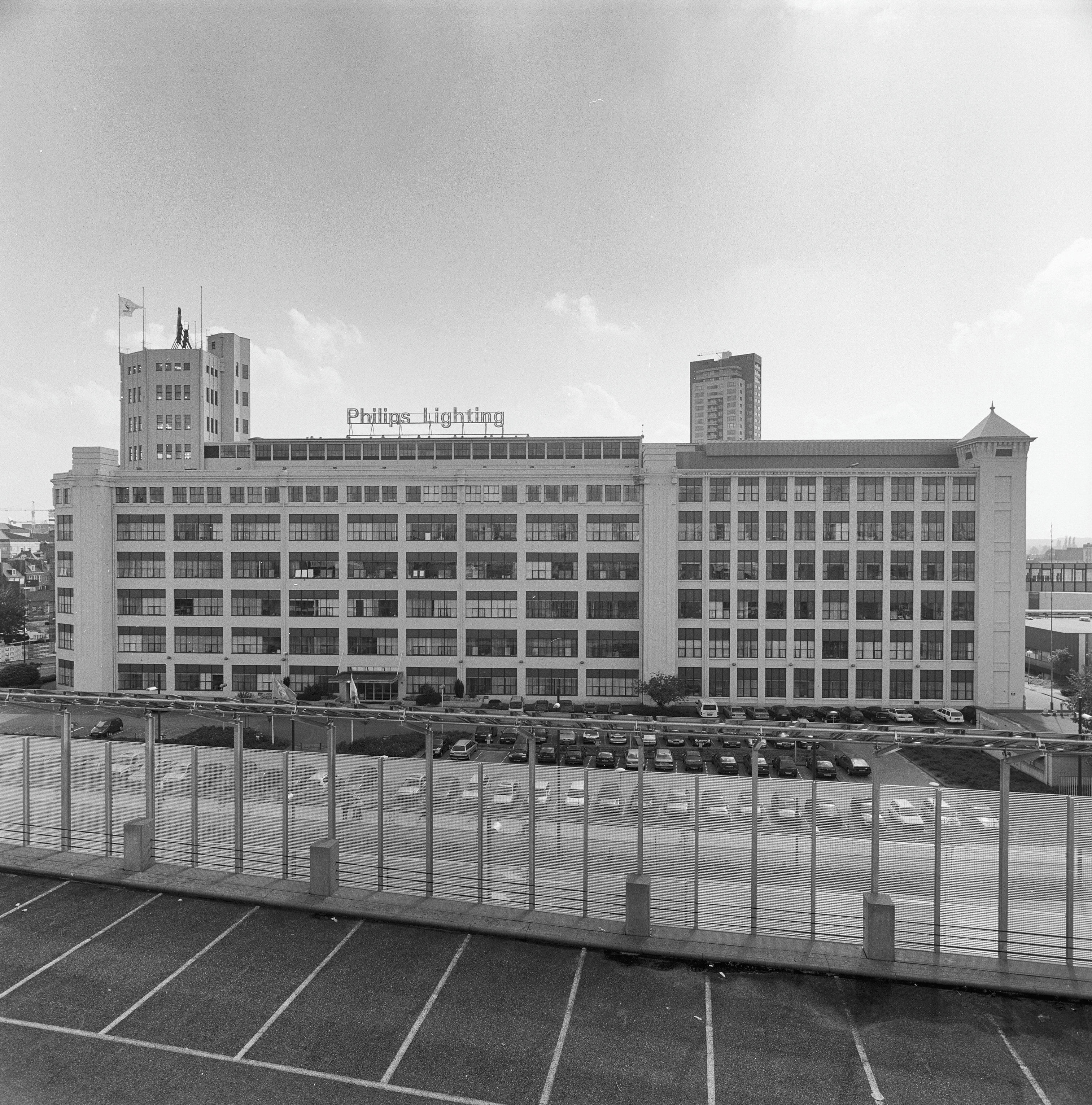
Zijaanzicht vanaf de parkeergarage aan de Mathildelaan
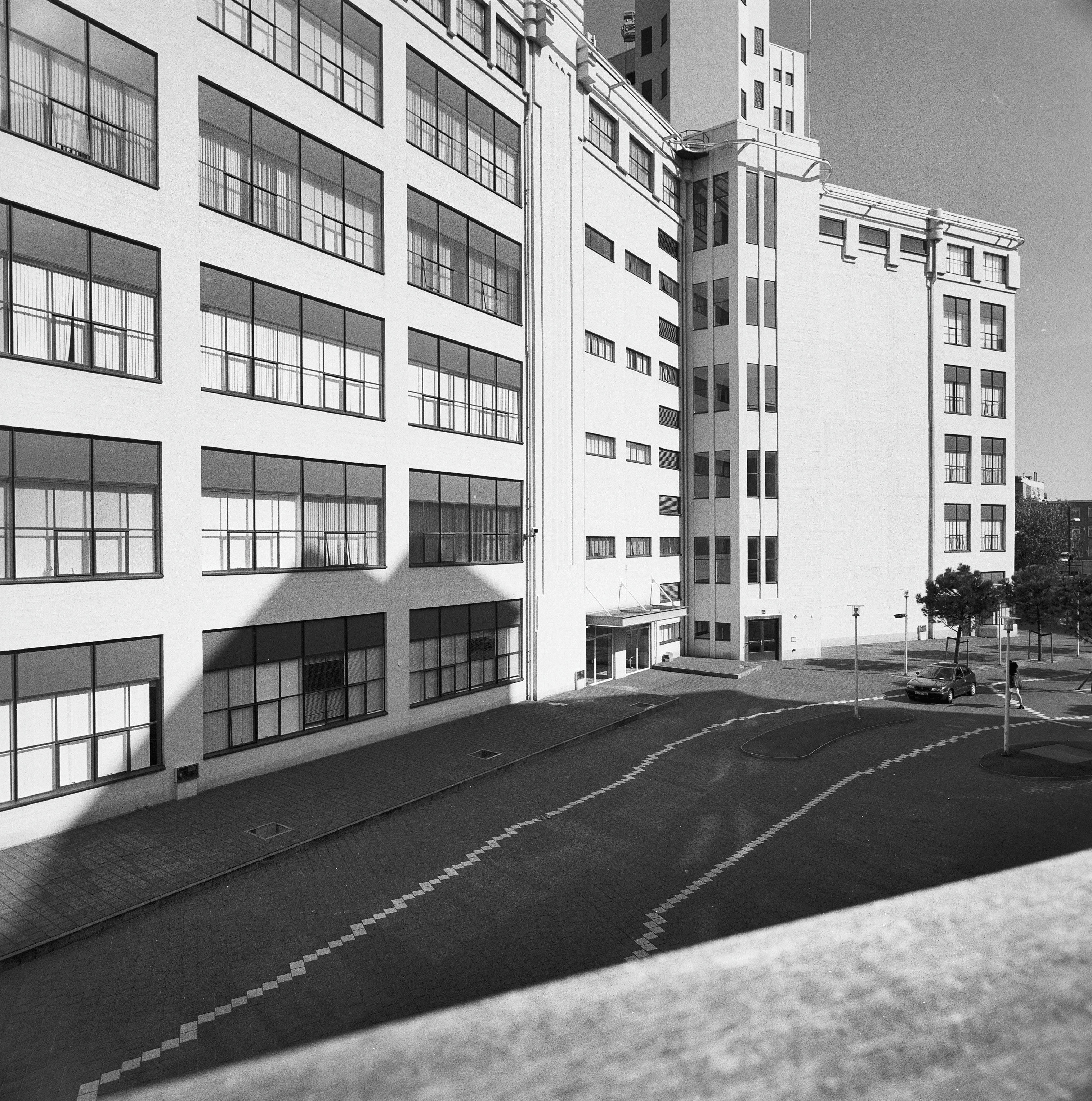
Achterzijde van de Lichttoren
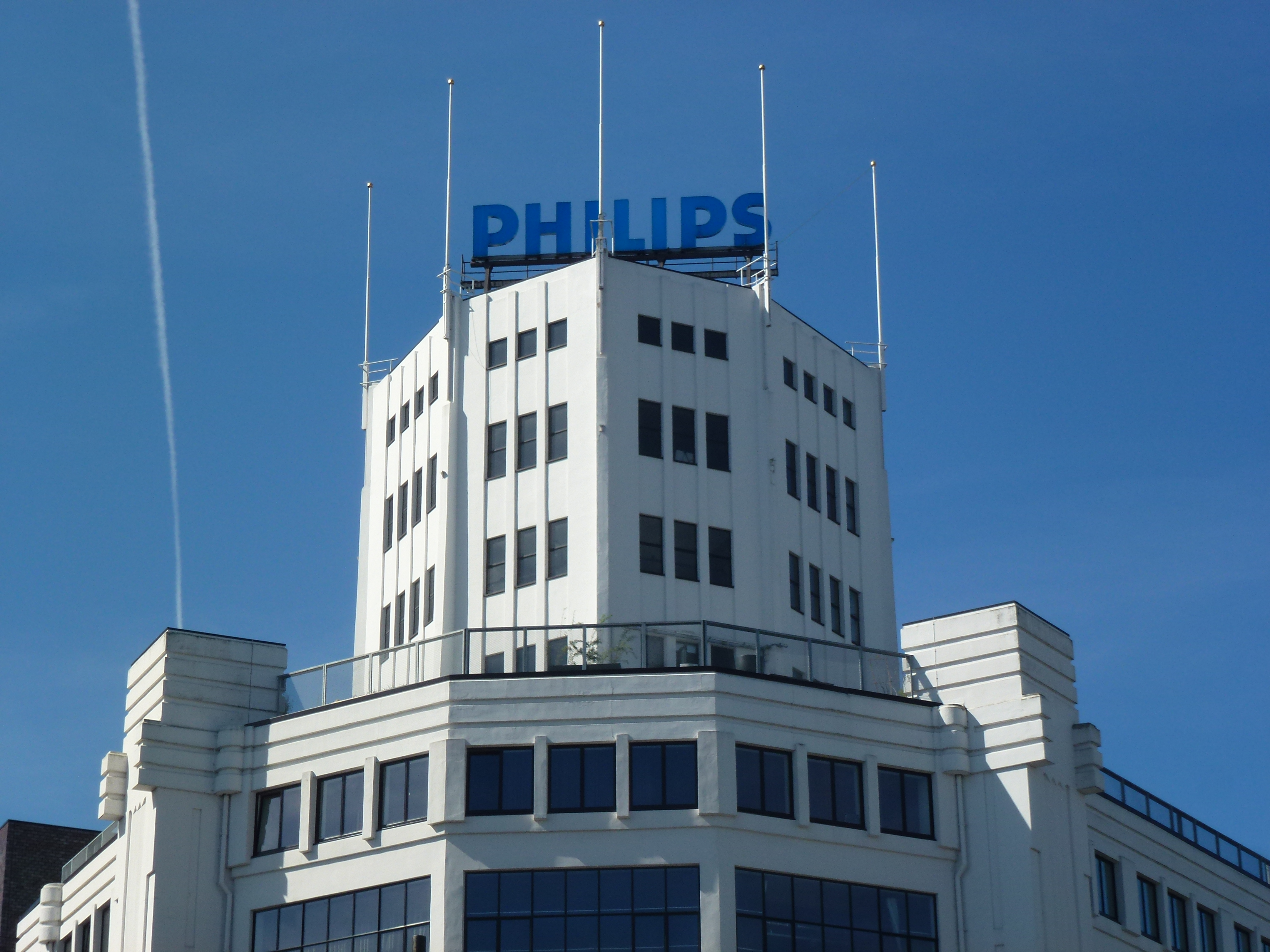
Blik op de zevenhoekige toren
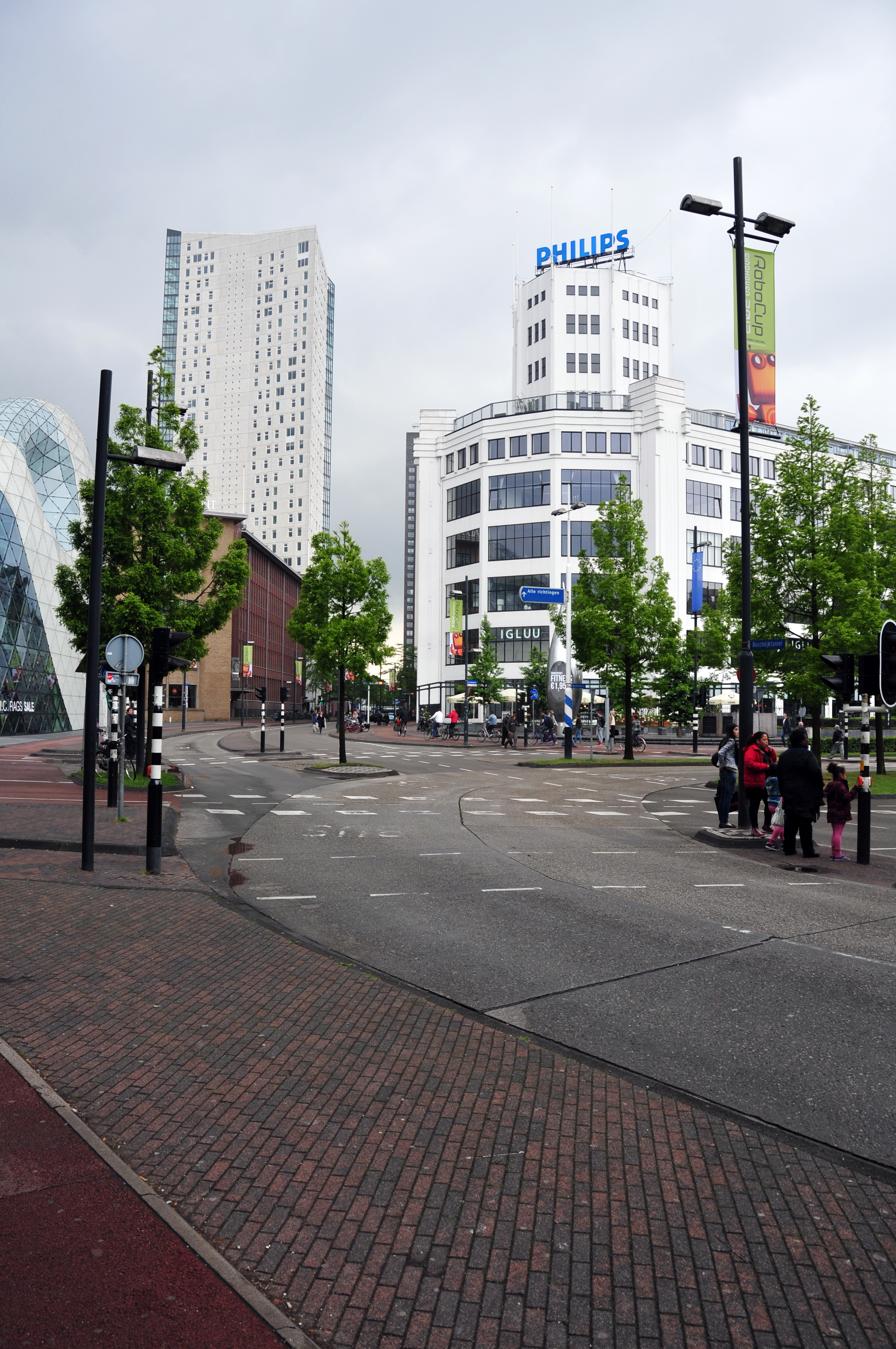
De Lichttoren met links daarvan de Emmasingel
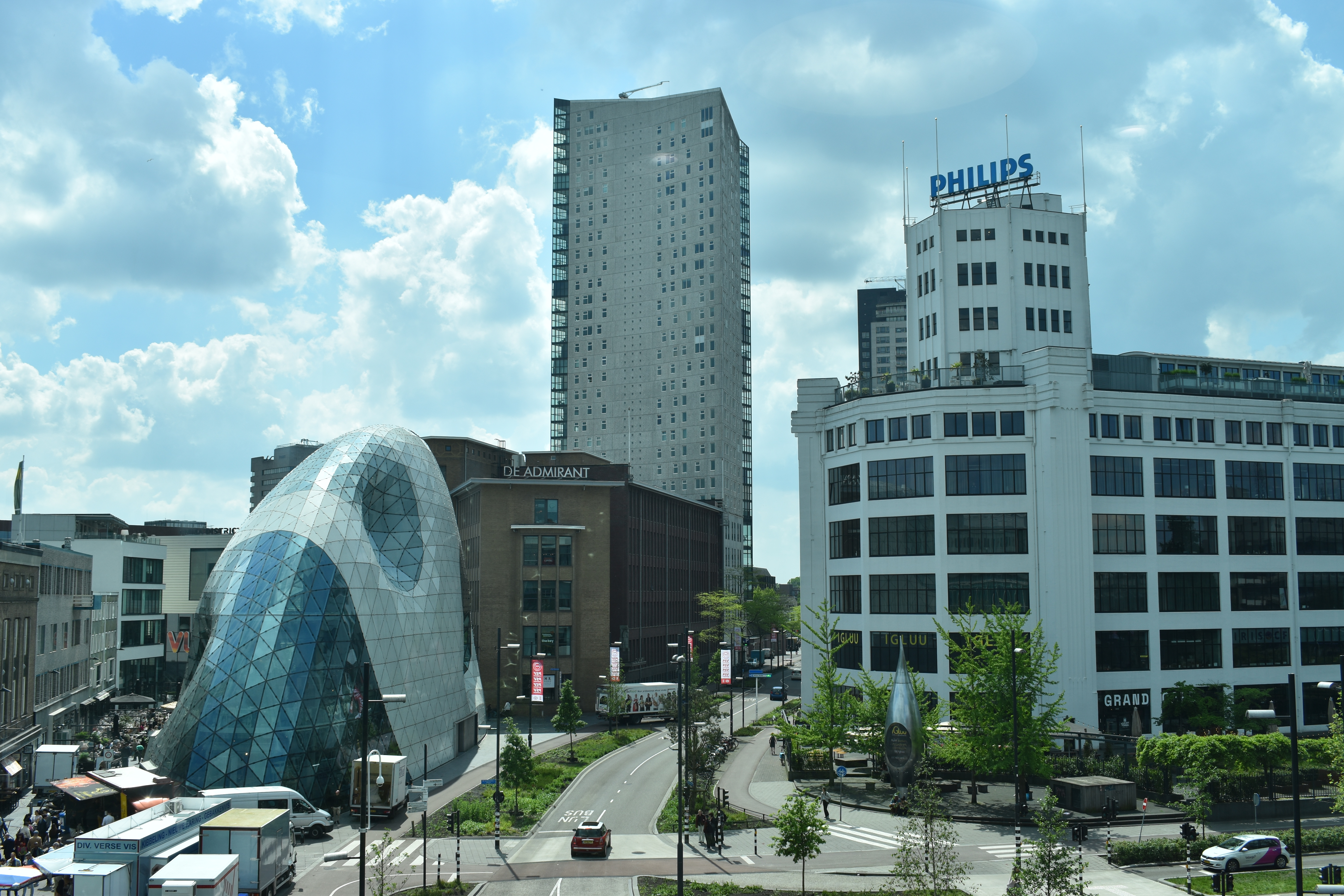
De Emmasingel en de Lichttoren
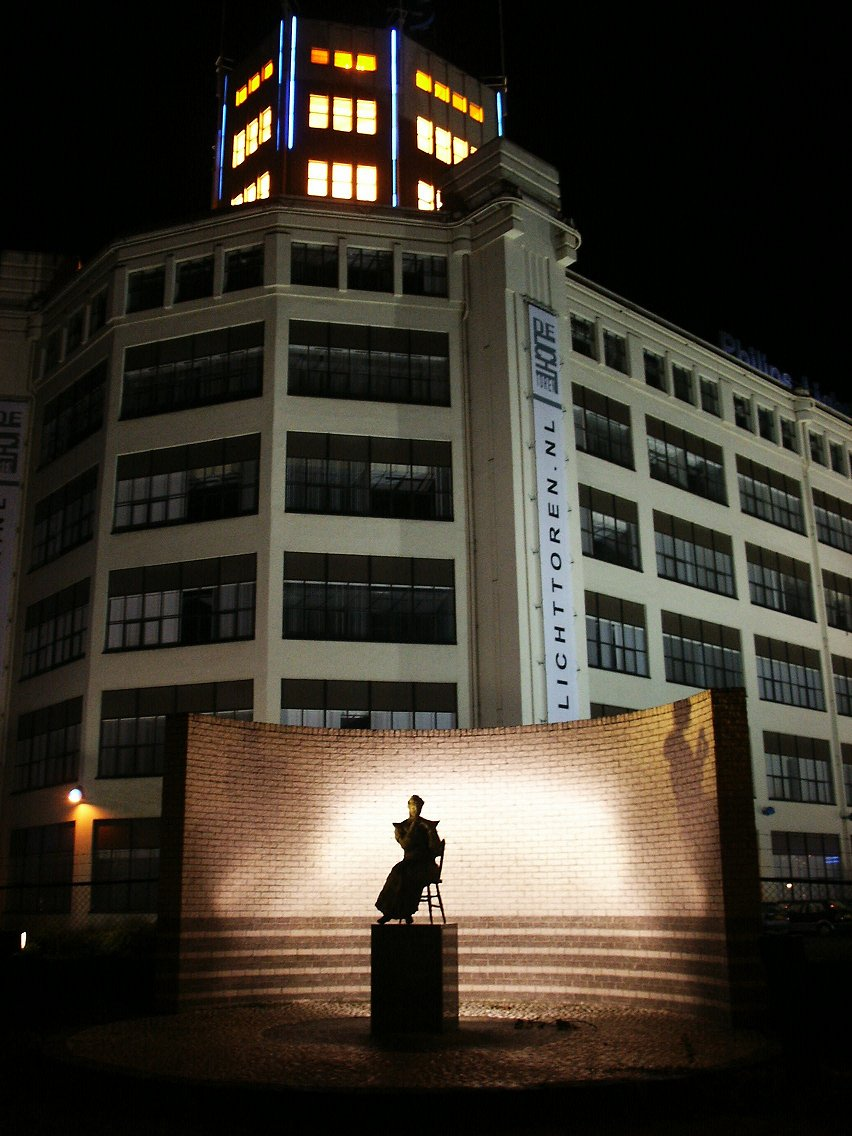
De Lichttoren met ervoor het Lampenmaakstertje
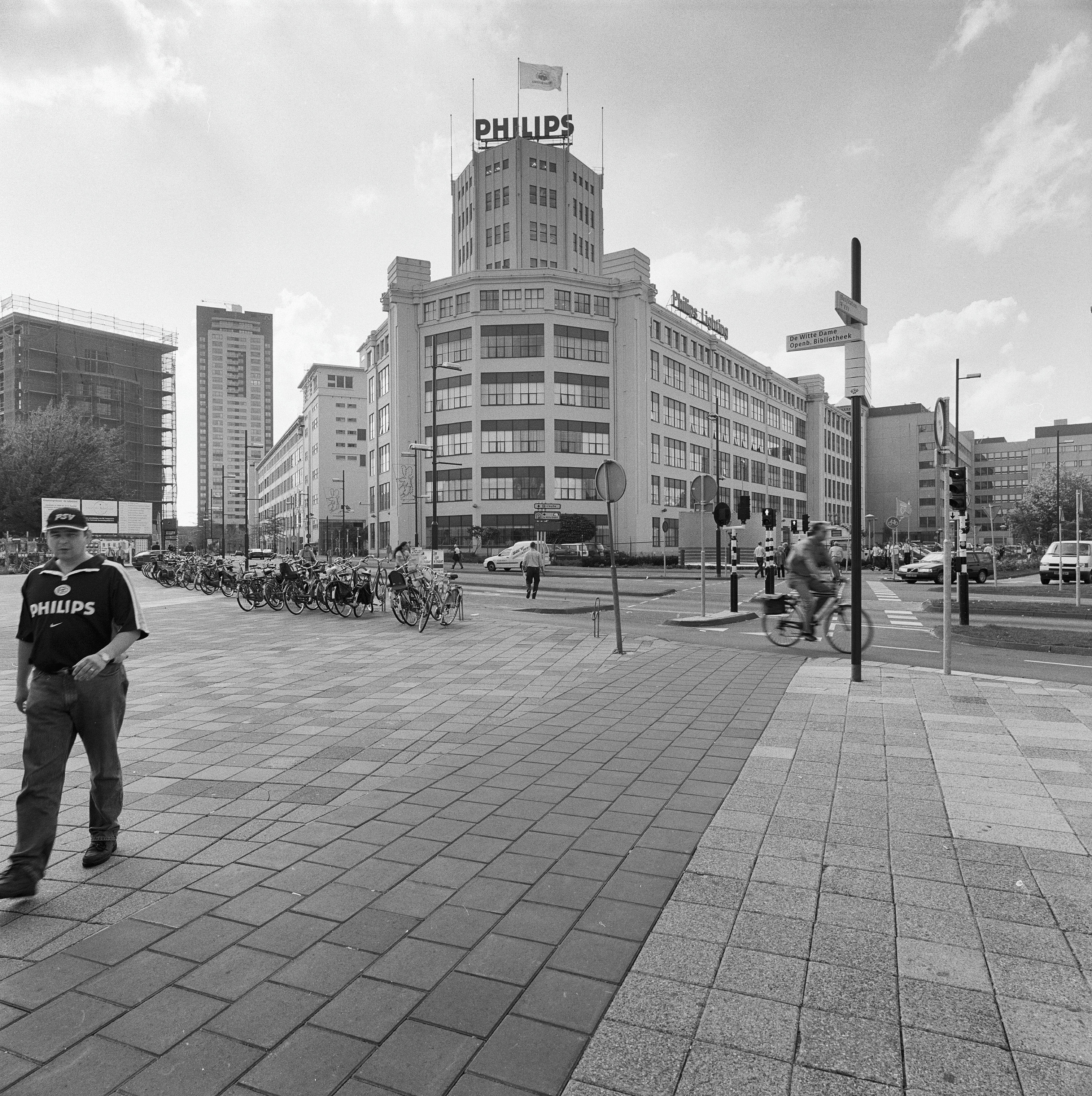
De Lichttoren in 2000
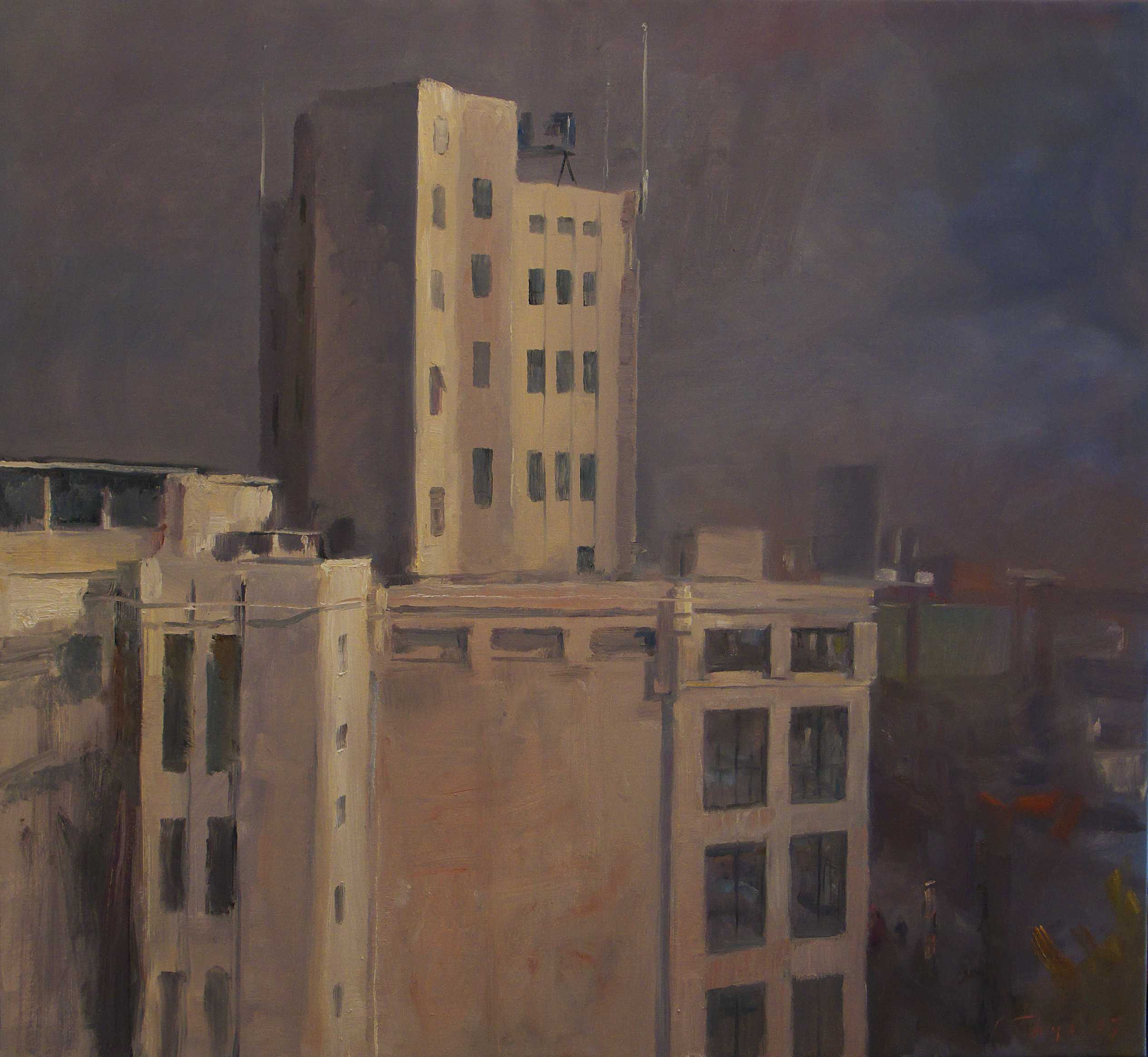
De Lichttoren bij zonsopgang zuidoost zicht vanuit 'Witte dame'